# Vallentuna gymnasium
Vallentuna Gymnasium är en gymnasieskola i stockholmsförorten Vallentuna. Det finns både högskoleförberedande program och yrkesprogram att välja mellan och det finns även möjlighet att kombinera sina studier med idrott.
Skolan har ett tätt samarbete med Volvo och Scania för sitt Fordonsprogram och på Byggprogrammet så är man en Branschrekommenderad skola. Skolan har också fått utmärkelsen Skola för Hållbar utveckling av skolverket.Där finns också en anpassning av samhällsprogrammet för elever med diagnosen Asperger.

## Program och inriktningar

### Högskoleförberedande program
- Ekonomiprogrammet
  - Ekonomi

- Naturvetenskapliga programmet
  - Naturvetenskap
- Samhällsvetenskapsprogrammet
  - Samhällsvetenskap
  - Beteendevetenskap

### Yrkesprogram
- Bygg- och anläggningsprogrammet
  - Anläggningsfordon
  - Husbyggnad
  - Mark och anläggning
- Fordons- och transportprogrammet
  - Karosseri och lackering
  - Lastbil och mobila maskiner
  - Personbil
- Handels- och administrationsprogrammet
  - Handel och service

Barn och fritidsprogrammet - inriktning Personlig Tränare

### Introduktionsprogram
- Preparandutbildningen
- Individuellt alternativ
- Programinriktat individuellt val
- Språkintroduktion
- Yrkesintroduktion

## Övrigt
Skolan blev år 2006 utsedd till Sveriges bästa "friendsskola" bland alla Sveriges gymnasieskolor av antimobbningsorganisationen Friends